# Xu Fancheng
Xu Fancheng (chino tradicional:徐梵澄) (Changsha, Hunan, China 1909–2000) fue un escritor, académico y traductor chino.
Se le conoce por traducir al chino clásico las 50 Upanishads. También tradujo Así habló Zaratustra de Nietzsche, el poema lírico de Kalidasa: Meghaduuta, y parte de la obra de Sri Aurobindo al chino. Sabía griego, latín, inglés, sánscrito y alemán, y se rumorea que planeaba traducir el Nuevo Testamento al chino. 

## Biografía
Nació en el seno de una familia acomodada y de 1927 a 1929, estudió Historia en la Universidad de Zhongshan y Filología Occidental en la Universidad Fudan. Estudió Bellas Artes y Filosofía en Alemania de 1929 a 1932. 
De 1945 a 1978, estudió y enseñó en la India, escapándose de la Revolución Cultural. Con su regreso a China, investigó en la Academia China de Ciencias Sociales.